# Acer rugosum
Acer rugosum é uma espécie de árvore do gênero Acer, pertencente à família Aceraceae.